# Daniel J. Siegel
Daniel J. Siegel (17 luglio 1957) è uno psichiatra statunitense, professore di psichiatria alla School of Medicine della University of California, nonché direttore esecutivo del Mindful Awareness Research Center e del Mindsight Institute.

## Biografia
Nato il 17 luglio 1957 negli Stati Uniti d'America, Daniel J.Siegel ha conseguito la laurea in medicina presso la Harvard Medical School. Ha quindi completato la sua formazione post laurea presso l'Università della California UCLA, specializzandosi in pediatria e psichiatria.
È considerato il fondatore della psicobiologia relazionale o neurobiologia interpersonale, di cui parla nel suo capolavoro The Developing Mind, pubblicato nel 1999 negli USA e tradotto in italiano nel 2001 (con una seconda edizione nel 2013 e una terza edizione nel 2021): nel testo si mette in evidenza il ruolo interconnesso di mente, cervello e relazioni sociali nel determinare ciò che ogni soggetto è, ovverosia il ruolo cruciale svolto dalle esperienze interpersonali nel plasmare e modellare i circuiti cerebrali.

## Opere in Italiano
- La mente relazionale. Neurobiologia dell'esperienza interpersonale, III edizione, Raffaello Cortina Editore, Milano, 2021 (I edizione, 2001 - II edizione, 2013).
- Errori da non ripetere. Come la conoscenza della propria storia aiuta a essere genitori, con Mary Hartzell, Nuova edizione, Raffaello Cortina Editore, Milano, 2016 (I edizione, 2005).
- Mindfulness e cervello, Raffaello Cortina Editore, Milano, 2009.
- Mindsight. La nuova scienza della trasformazione personale, Raffaello Cortina Editore, Milano, 2010.
- Attraversare le emozioni. Neuroscienze e Psicologia dello sviluppo, Vol. I, con Diana Fosha e Marion Fried Solomon, Mimesis Edizioni, Milano, 2011.
- 12 strategie rivoluzionarie per favorire lo sviluppo mentale del bambino, con Tina Payne Bryson, Raffaello Cortina Editore, Milano, 2012.
- Attraversare le emozioni. Nuovi modelli di psicoterapia, Vol. II, con Diana Fosha e Marion Fried Solomon, Mimesis Edizioni, Milano, 2012.
- Il terapeuta consapevole. Guida per il terapeuta al mindsight e all'integrazione neurale, II edizione, Istituto di Scienze Cognitive, Sassari, 2014 (I edizione, 2013).
- Mappe per la mente. Guida alla neurobiologia interpersonale, Raffaello Cortina Editore, Milano, 2014.
- La mente adolescente, Raffaello Cortina Editore, Milano, 2014.
- La sfida della disciplina. Governare il caos per favorire lo sviluppo del bambino, con Tina Payne Bryson, Raffaello Cortina Editore, Milano, 2015.
- 12 strategie rivoluzionarie per favorire lo sviluppo mentale del bambino. Una guida pratica con esercizi, schede e giochi, con Tina Payne Bryson, Raffaello Cortina Editore, Milano, 2016.
- I misteri della mente. Viaggio al centro dell'uomo, Raffaello Cortina Editore, Milano, 2017.
- Yes Brain. Come valorizzare le risorse del bambino, con Tina Payne Bryson, Raffaello Cortina Editore, Milano, 2018.
- Diventare consapevoli. Una pratica di meditazione rivoluzionaria, Raffaello Cortina Editore, Milano, 2019.
- Esserci. Come la presenza dei genitori influisce sullo sviluppo dei bambini, con Tyna Payne Bryson, Raffaello Cortina Editore, Milano, 2020.
- Meditazione mindfulness. Un programma in 21 giorni, Raffaello Cortina Editore, Milano, 2022.
- Tra me e noi. Come integrare identità e appartenenza, Raffaello Cortina Editore, Milano, 2023.
- Neurobiologia interpersonale e pratica clinica, con Altri, Raffaello Cortina Editore, Milano, 2025.